# بيتر شويلر
بيتر شويلر هو سياسي أمريكي، ولد في 17 سبتمبر 1657 في ألباني في الولايات المتحدة، وتوفي بنفس المكان في 19 فبراير 1724. انتخب Colonial Governor of New York ‏ (1719 – 1720) وانتخب Colonial Governor of New York ‏ (1709 – 1709).